# Uddersjön
Uddersjön är en sjö i Örnsköldsviks kommun i Ångermanland och ingår i Gideälvens huvudavrinningsområde. Sjön har en area på 0,627 kvadratkilometer och ligger 285 meter över havet. Sjön avvattnas av vattendraget Uddersjöbäcken. Vid provfiske har abborre, gädda och mört fångats i sjön.
Vandringsleden Urskogsleden, som går mellan Björna och naturreservatet Vändåtberget, passerar längs sjöns södra sida.

## Delavrinningsområde
Uddersjön ingår i det delavrinningsområde (707237-162384) som SMHI kallar för Utloppet av Uddersjön. Medelhöjden är 358 meter över havet och ytan är 12,28 kvadratkilometer. Det finns inga avrinningsområden uppströms utan avrinningsområdet är högsta punkten. Uddersjöbäcken som avvattnar avrinningsområdet har biflödesordning 3, vilket innebär att vattnet flödar genom totalt 3 vattendrag innan det når havet efter 79 kilometer. Avrinningsområdet består mestadels av skog (76 procent). Avrinningsområdet har 0,63 kvadratkilometer vattenytor vilket ger det en sjöprocent på 5,1 procent.